# Rhys Williams (australijsko-walijski piłkarz)
Rhys Williams (ur. 14 lipca 1988 w Perth) – australijsko–walijski piłkarz występujący na pozycji obrońcy w Middlesbrough.

## Kariera klubowa
Williams urodził się w Australii a swoją karierę piłkarską rozpoczynał w juniorskim zespole ECU Joondalup. W roku 2005 przeniósł się do Anglii, gdzie grał w drużynie juniorów klubu Middlesbrough. Trzy lata później został włączony do pierwszego zespołu tego klubu. Zadebiutował tam 26 sierpnia w wygranym 5:1 meczu Pucharu Ligi z Yeovil Town. Williams nie był jednak podstawowym zawodnikiem swojego zespołu i nie zadebiutował w Premier League. W styczniu 2009 roku przedłużył swój kontrakt o dwa lata i w tym samym dniu został wypożyczony do Burnley. W drużynie tej pierwszy występ zaliczył 31 stycznia w ligowym meczu z Charlton Athletic. W Burnley Williams zagrał łącznie 17 razy i po zakończeniu sezonu powrócił do Middlesbrpugh. Klub ten w tym czasie spadł do League Championship. 7 sierpnia w zremisowanym 0:0 meczu z Sheffield Wednesday zadebiutował w lidze w swoim zespole.
W dniu 11 lipca 2018 przedstawiciele Melbourne Victory potwierdzili odejście obrońcy do Al-Qadsiah. Saudyjski klub zdecydował się kupić zawodnika, który z australijskim zespołem był związany umową na kolejny sezon.

## Kariera reprezentacyjna
Od roku 2007 Williams występował w reprezentacji Walii do lat 21. Dotychczas zaliczył w niej niemal 10 występów oraz zdobył jedną bramkę. 11 lutego 2009 roku został on powołany na towarzyski mecz dorosłej reprezentacji z reprezentacją Polski, jednak nie pojawił się na boisku.
17 czerwca 2009 roku zadebiutował w kadrze Australii w meczu z Japonią.